# البين غرانلوند
البين غرانلوند (بالفنلندية: Albin Granlund)‏ (1 سبتمبر 1989 بهلسنكي في فنلندا - ) هو لاعب كرة قدم فنلندي في مركز الدفاع. لعب مع نادي أوربرو.

## وصلات خارجية
- البين غرانلوند على موقع الاتحاد الدولي (مؤرشف)  (الإنجليزية)
- البين غرانلوند على موقع الاتحاد الأوربي (الإنجليزية)
- البين غرانلوند على موقع اتحاد السويد (السويدية)
- البين غرانلوند على موقع قاعدة بيانات كرة القدم.إي يو (الإنجليزية)
- البين غرانلوند على موقع ناشيونال فوتبول تيمز (الإنجليزية)
- البين غرانلوند على موقع Soccerway.com (الإنجليزية)
- البين غرانلوند على موقع عالم كرة القدم.نت (الإنجليزية)